# جامعة تريفيكا نازارين
جامعة تريفيكا نازارين (بالإنجليزية: Trevecca Nazarene University)‏ هي كلية خاصة للفنون الليبرالية الناصرية في ناشفيل، تينيسي. تأسست عام 1901.